# Baqueu de Tânagra
Baqueu de Tânagra (ou Bakheios, em grego:  Βακχεῖος ὁ Ταναγραῖος), foi um dos primeiros comentadores sobre os escritos de Hipócrates, no séc. III a.C.
Nativo de Tânagra na Beócia, Baqueu era um seguidor de Herófilo e contemporâneo de Filino de Cos. De seus escritos, poucos fragmentos sobreviveram, preservados em citações por Erotiano e Galeno.